# A. Demandre
A. Demandre est un grammairien français, né dans la première partie du XVIIIe siècle, et mort en 1808.
Il n’est connu que par le nom de Demandre, qu’il a mis au bas d’une épître dédicatoire.
Il est l'auteur du Dictionnaire de l'Élocution françoise (Paris, 1769, 2 vol.in-8°). Cet ouvrage est aussi connu sous le nom de Dictionnaire portatif des règles de la Langue Françoise, daté de 1770, pour certains exemplaires de la première édition. Cet ouvrage est réimprimé par les soins de l'abbé de Fontenai en 1802.
Ce dictionnaire réunit ce qui concerne « l’Élocution Françoise », c’est-à-dire, les principes de grammaire, logique, rhétorique, versification, syntaxe, construction, méthode de composition, prosodie, prononciation, orthographe, et généralement les règles nécessaires pour écrire et parler correctement le français, soit en prose, soit en vers.